# NHK弘前支局

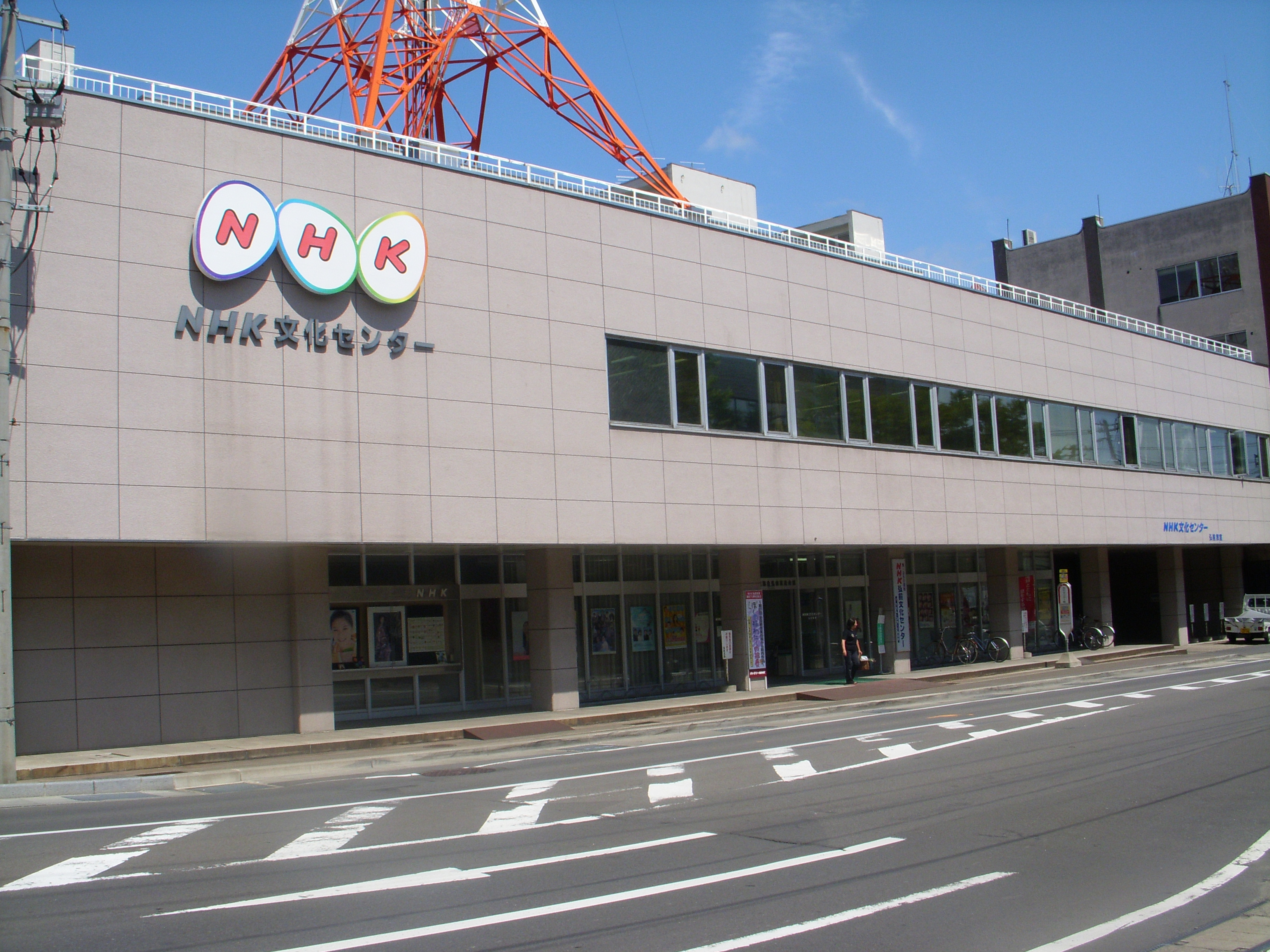
NHK弘前支局（2008年8月）

NHK弘前支局（エヌエイチケイひろさきしきょく）は、青森県弘前市にあるNHK青森放送局の支局のひとつ。弘前・津軽地方の取材拠点である。

## 概要
1938年（昭和13年）に弘前放送局として開局。かつてはアナウンサーが在籍し、独自の放送を行っていた。
東北地方では仙台中央放送局、秋田放送局、山形放送局に次ぐ4番目の開局であり青森放送局より3年早い。その関係で1988年（昭和63年）7月の支局降格以降もラジオのコールサインには親局並みのJORG（ラジオ第1）・JORC（ラジオ第2）が与えられており、廃止される1991年（平成3年）頃まではラジオで弘前局のコールサインもアナウンスされていた。
1967年（昭和42年）に現在の弘前放送会館が落成してから40年以上が経過しているが、外壁のリフォームが行われ1995年には三つのたまごのロゴマークへ変更している。
放送会館1階のロビーを開放したNHKギャラリーは展示などの利用目的で貸出されており、2階は主にNHK文化センター弘前教室として使用されている。また、屋上にはお天気カメラ（HD対応）を設置している。
青森放送局が津波等で放送不能になった時には、当支局から放送送出できるバックアップ体制が採られる。

## 所在地
- 〒036-8356 弘前市下白銀町21-6

## ラジオ放送
弘前ラジオ中継局（藤代）
- ラジオ第1放送  846kHz 出力：500W JORG（現在コールサインは廃止）
- ラジオ第2放送 1467kHz 出力：500W JORC（現在コールサインは廃止）

## 沿革
- 1937年（昭和12年）
  - 日付不明 - 社団法人日本放送協会弘前放送局局舎が弘前市馬喰町に竣工。
  - 10月16日 - 市内の県電営業所2階に設置された35Wの移動式放送機から仮放送開始[1]。
- 1938年（昭和13年）
  - 2月21日 - 18時から本放送開始[2]。放送開始を伝える第一声『JORG、JORG みなさま今晩は、弘前放送局もいよいよ今日から開局します』が流れる。当初は50Wだった。
  - 5月29日 - 50W放送機での仮放送から300W放送機となり正式開局となる。当時の聴取者数は2,358人、普及率は27.6%だった。
- 1950年（昭和25年）
  - 4月25日 - ラジオ第2放送開始。
  - 6月1日 - 放送法施行に伴い社団法人日本放送協会が解散。特殊法人としての日本放送協会が設立され一切の権利義務を継承。
- 1967年（昭和42年）3月18日 - 弘前市下白銀町に現在の弘前放送会館が完成。
- 1968年（昭和43年） - 開局30周年を迎え、数々の記念番組を制作。
- 1975年（昭和50年） - アナウンサー、番組制作スタッフが青森放送局に吸収される。
- 1978年（昭和53年）4月20日 - 開局40周年を記念し、ギャラリーNHKをオープン。
- 1986年（昭和61年）3月1日 - 東北地方では仙台に次いで2番目、全国では15番目の教室としてNHK文化センター弘前教室が発足。
- 1988年（昭和63年）7月22日 - 合理化の一環として、弘前放送局から弘前支局に改称。
- 2003年（平成15年）5月 - NHK弘前開局65周年を記念し『弘前ウィーク』として弘前市内や弘前支局からあっぷるワイドを放送するなど、多数の弘前関連番組を放送。

## 交通

### バス
弘南バス
- 100円バス 「文化センター前」下車。
  - 土手町循環100円バス
- ためのぶ号 「弘前文化センター前」下車。
  - 弘前駅 - りんご公園線（冬期運休、100円と200円の区間がある。）

- 一般路線 「弘前文化センター前」下車。
  - 浜の町経由 石渡線
  - 富田大通り・浜の町経由 安原団地 - 藤代営業所線
  - 高杉経由 堂ヶ沢・十腰内線・鰺ヶ沢線
  - 糠坪・楢の木経由 堂ヶ沢線
  - 三世寺経由 板柳線
  - 岩賀線

※ 弘前駅方面へ一般路線を利用する際は、「中央高校前」バス停の方が近い。
- ミニバス路線 「弘前文化センター前」下車。
  - ミニバス 栄町経由 土堂線

※ ミニバス路線は、弘前駅を経由しない。また、弘前バスターミナル方面へ利用する際は、「中央高校前」バス停の方が近い。

### 道路
- 青森県道31号弘前鯵ケ沢線（弘前中央高校そば）

## 支局周辺
- 弘前公園
- 青森県立弘前中央高等学校
- 弘前文化センター
- 津軽藩ねぷた村